# Women's Freedom League
La Women's Freedom League (« Ligue féminine pour la liberté »), abrégé en WFL, était une organisation politique féministe socialiste britannique, qui s'investit dans les années 1900-1910 pour le droit de vote des femmes.

## Histoire
La WFL est fondée en 1907 par 77 suffragettes anciennes membres de la Women's Social and Political Union (WSPU), notamment Teresa Billington-Greig, Charlotte Despard, Edith How-Martyn et Margaret Nevinson. La WFL naît en effet d'une scission de la WSPU, après l'annonce par Christabel Pankhurst de l'annulation la conférence annuelle de la WSPU, ajoutant que les décisions à venir seraient prises par un bureau restreint, dont elle nommerait les membres. Dotée d'un fonctionnement plus démocratique, la WFL diffère ainsi de la WSPU, où l'autoritarisme d'Emmeline Pankhurst et de sa fille Christabel Pankhurst était critiqué par plusieurs militantes.
La WFL s'oppose également à la violence des suffragettes, utilisant comme moyen d'action la désobéissance civile, comme la résistance fiscale au sein de la Women's Tax Resistance League (« Ligue féminine de résistance fiscale »), le refus de remplir les formulaires de recensement et les manifestations ostentatoires, comme s'attacher à des objets au sein des Chambres du Parlement - Muriel Matters et Helen Fox s'enchaînent par exemple à une grille,. Atteignant près de 4 000 membres, l'association publie le journal The Vote.
Défendant des idées pacifistes, y compris pendant la Première Guerre mondiale, elles participent au Women's Peace Council (« Conseil féminin pour la paix »). En plein cœur du conflit, la WFL suspend ses activités et ses membres participent à l'effort de guerre. Elles recommencent à militer à partir de 1916 et participent à l'obtention du droit de vote des femmes en 1918.
Parmi ses objectifs figure aussi l'ouverture de tous les métiers aux femmes.
Aux élections générales de 1918, Charlotte Despard, Edith How-Martyn et Emily Frost Phipps se présentent sans succès à Londres, en tant que candidates indépendantes féministes et pacifistes. Elles militent ensuite pour l'égalité des salaires et des mœurs.
Le groupe décline en nombre d'adhérents, mais ne se dissoudra qu'en 1961.
Comme la WSPU, la WLF est non-mixte, même si les hommes peuvent s'y investir par des biais détournés (soutiens publics, dons, organisation matérielle, etc.).

## Galerie

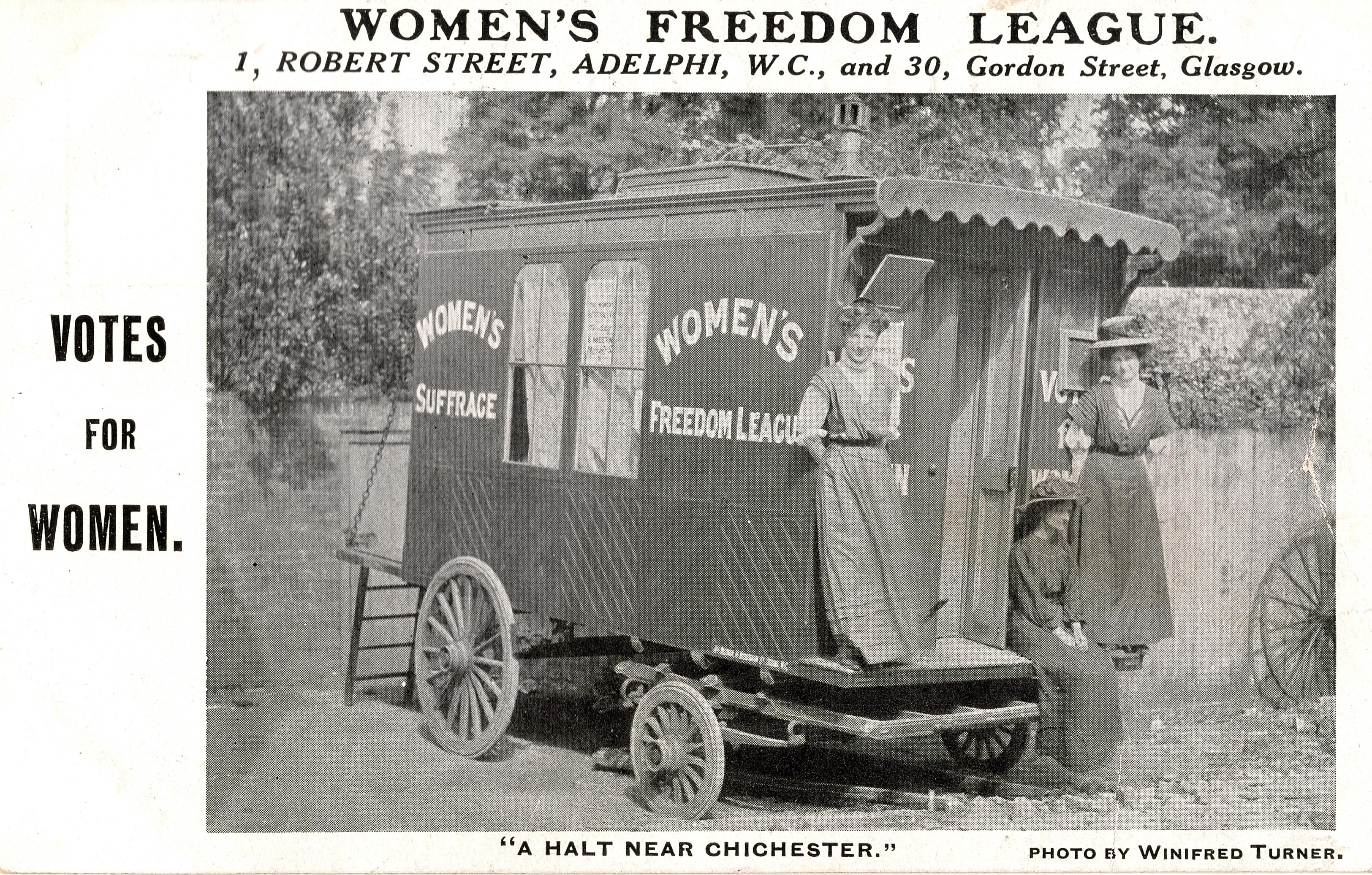
Caravane militante.
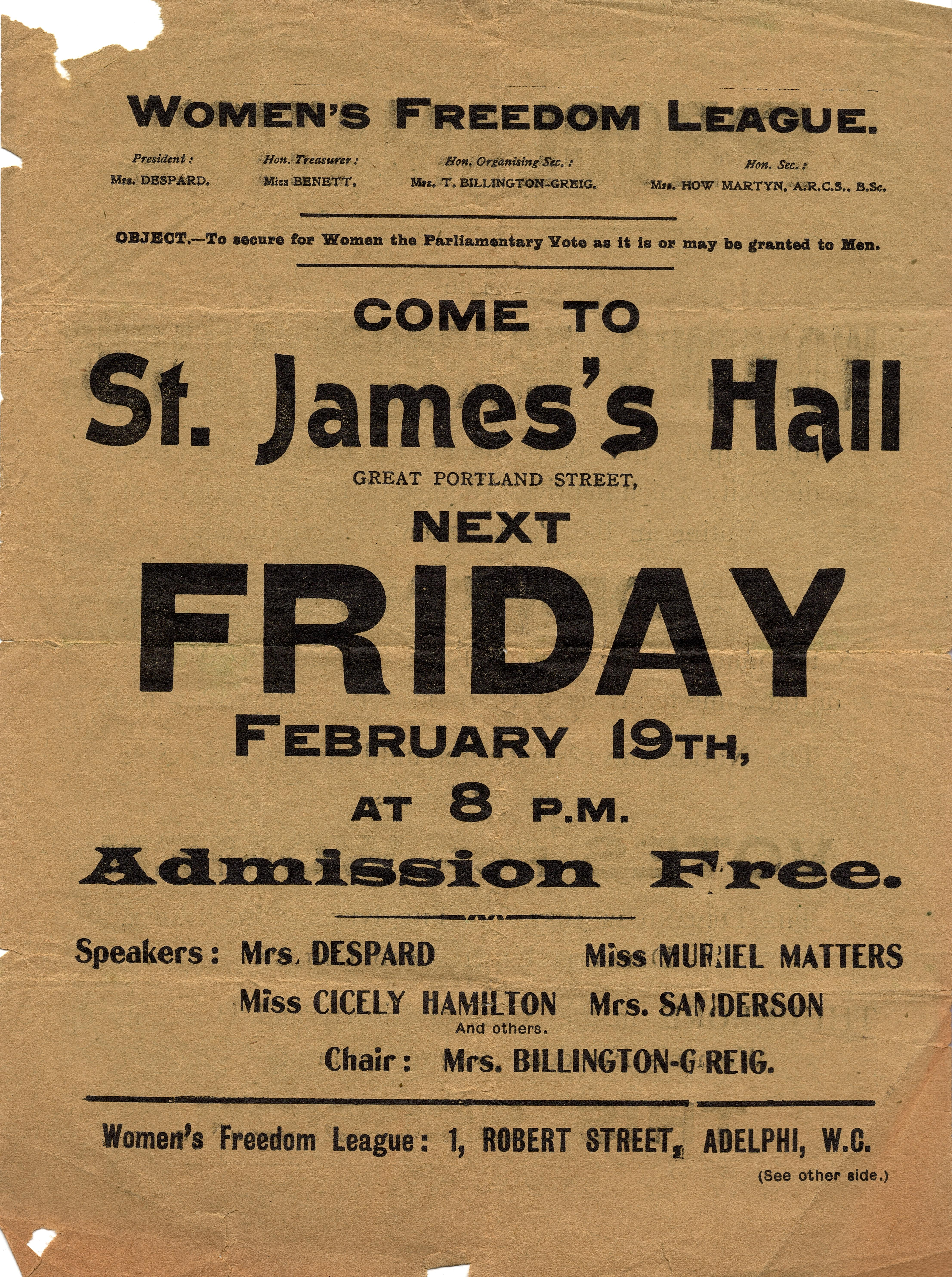
Affiche pour un meeting en 1909.
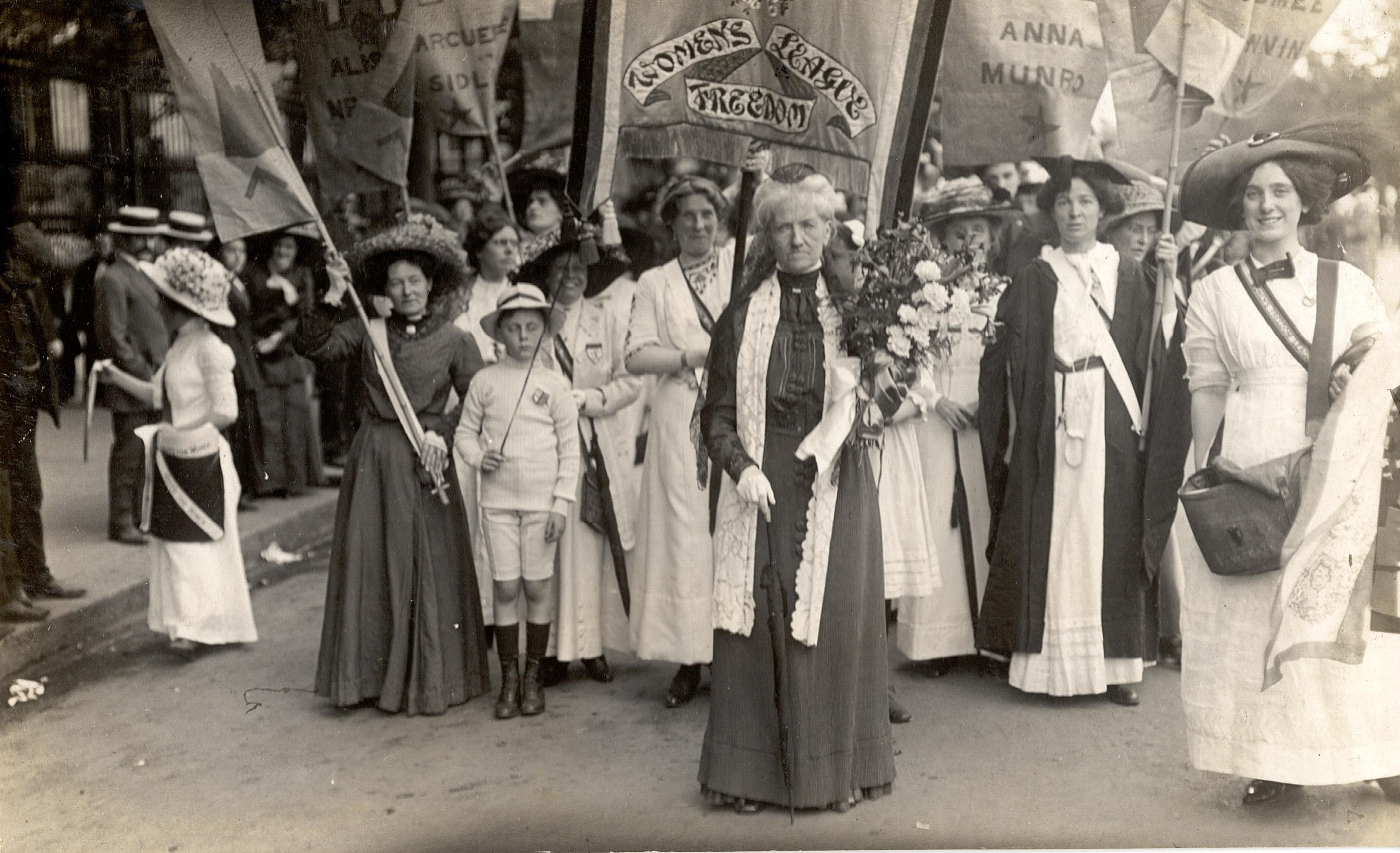
Manifestation menée par Charlotte Despard en 1911.
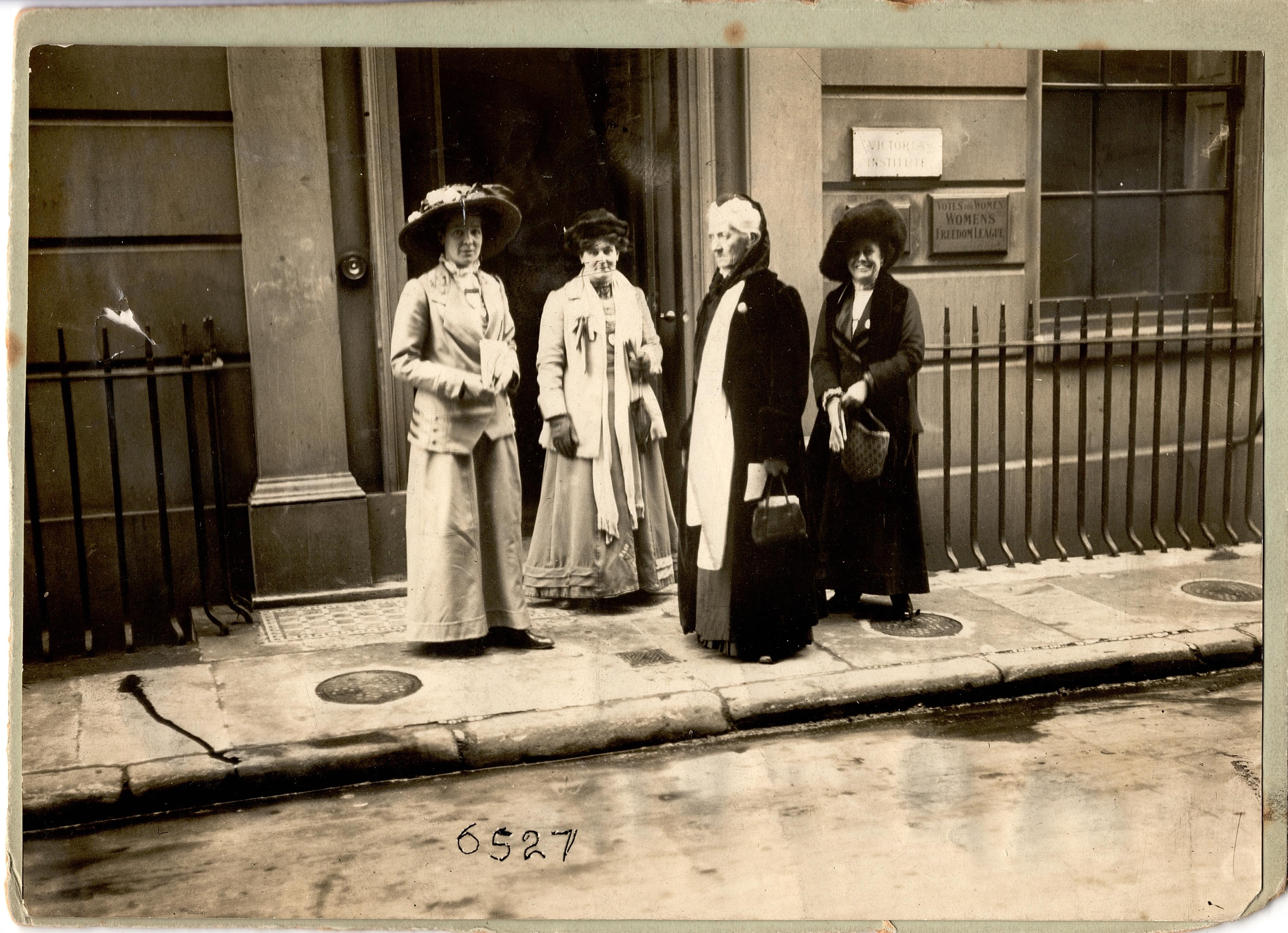
Edith How-Martyn, Mrs Sproson, Charlotte Despard et Miss Tite devant les bureaux de la WFL.
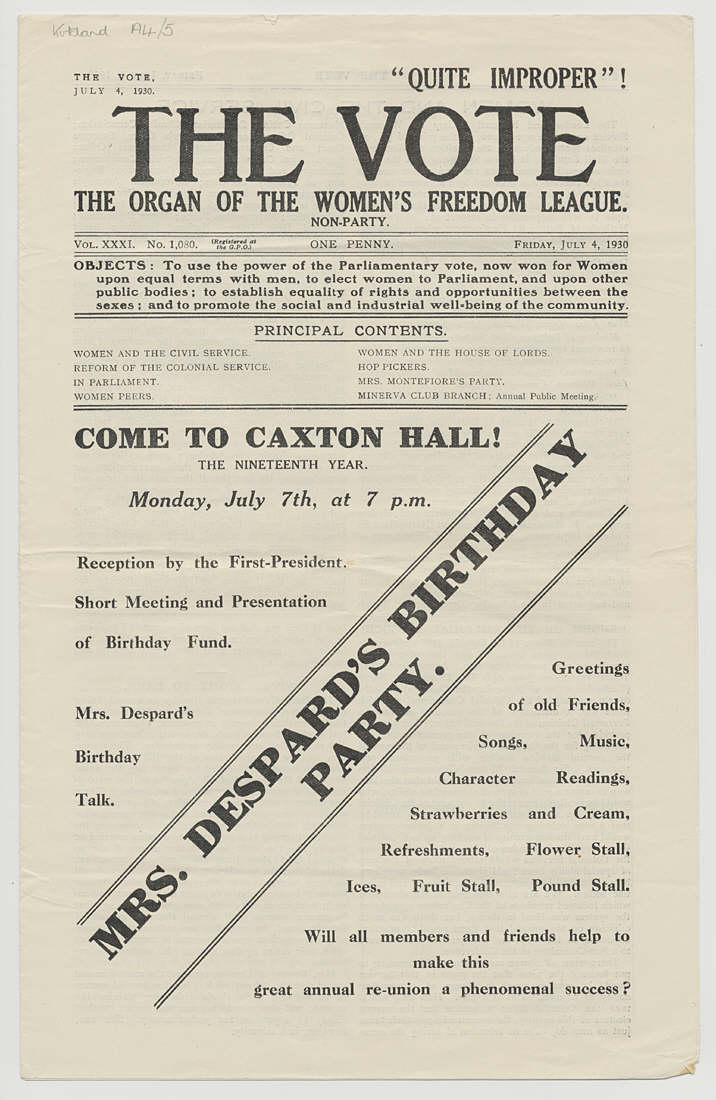
Journal The Vote en 1930.

## Archives
Les archives de la WFL se trouvent à The Women's Library (en), à la Library of the London School of Economics, référence 2WFL.